# Termometro a gas

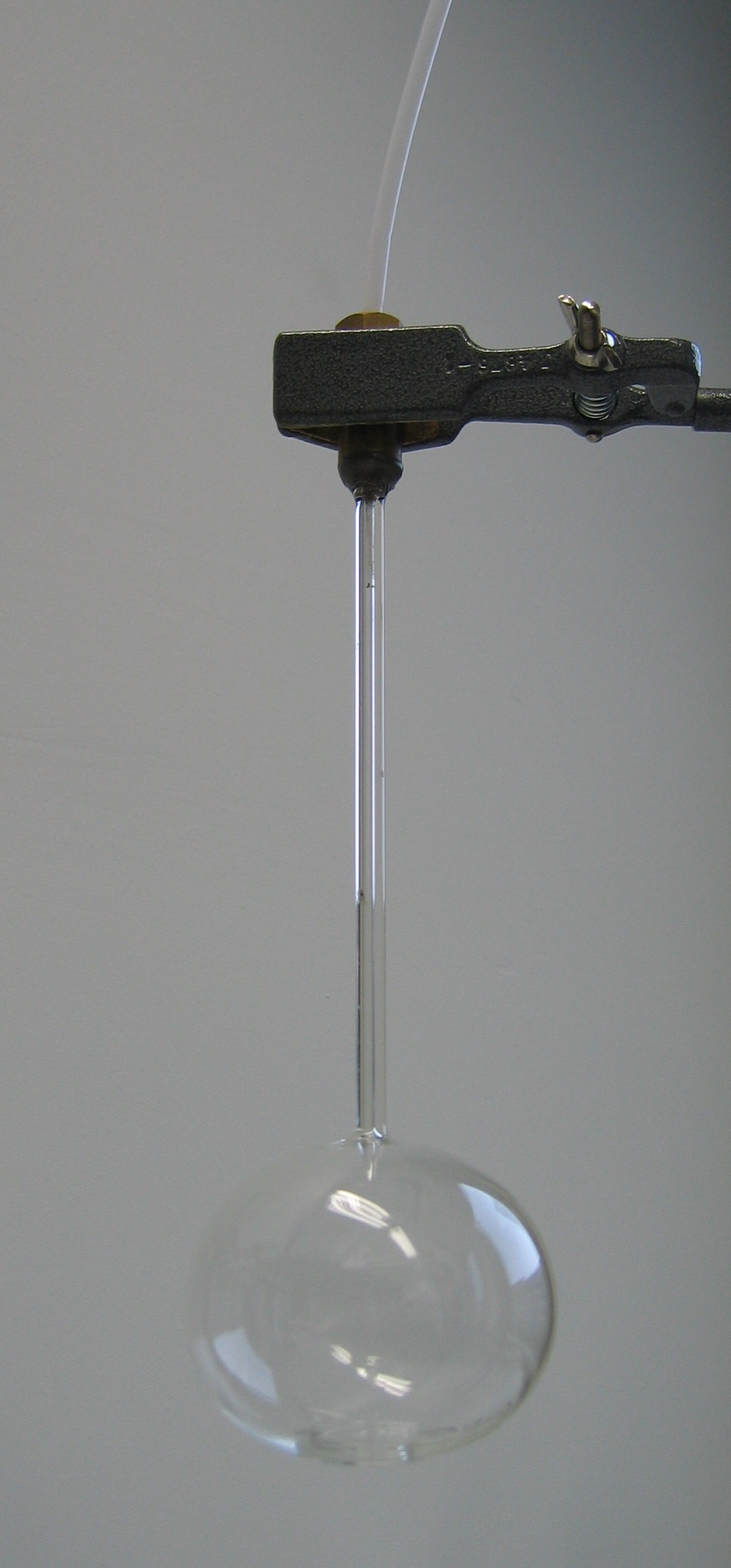
Termometro a gas.

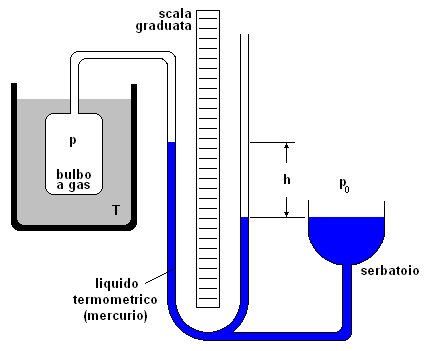
Funzionamento di un termometro a gas.

Il termometro a gas sfrutta la pressione prodotta da un gas quando la sostanza da misurare è ad una certa temperatura. Il termometro è mostrato in figura. Esso è composto da un contenitore nel quale vi è la sostanza di cui si vuole misurare la temperatura T, nel quale è immerso il bulbo che contiene il gas. Tramite un tubo ad U (adiabatico) il liquido termometrico, che spesso è il mercurio, è connesso ad un serbatoio e possiede una scala graduata.

## Descrizione
Il suo funzionamento è immediato: la sostanza è a temperatura T, quindi il bulbo a gas si porta alla stessa temperatura e subisce una variazione di pressione. Il serbatoio funziona da riferimento con la pressione atmosferica.
La differenza dell'altezza del tubo a U fornisce la misura della pressione p, in base alla legge di Stevino:
{\displaystyle p=p_{0}+\rho \cdot g\cdot h}
dove {\displaystyle \rho } è la densità del liquido termometrico, g è l'accelerazione di gravità. Sappiamo esistere una relazione tra pressione e temperatura a volume costante in base alla seconda legge di Gay-Lussac, che indichiamo generalmente come:
{\displaystyle T=C\cdot p}
dove C è una costante di proporzionalità. Per ricavare C dobbiamo calibrare il termometro. Questo si può fare utilizzando la temperatura di ebollizione e di solidificazione dell'acqua, oppure il punto triplo dell'acqua per esempio. Sappiamo che nel punto triplo l'acqua ha una pressione di {\displaystyle p_{t}=4.58mmHg=6.11\cdot 10^{2}Pa} alla temperatura del punto triplo di {\displaystyle T_{t}=273.16K}. Utilizziamo questi valori di riferimento insieme alla relazione tra temperatura e pressione e ricaviamo la costante C:
{\displaystyle T_{t}=C\cdot p_{t}}
da cui:
{\displaystyle C={\frac {T_{t}}{p_{t}}}}
e dunque:
{\displaystyle T={\frac {T_{t}}{p_{t}}}\cdot p}
La temperatura misurata non è la stessa per ogni gas usato, perché i gas hanno densità differenti e quindi pressioni diverse e punti tripli diversi. Solo diminuendo la pressione o rarefacendo il gas, i valori della temperatura si avvicinano l'uno all'altro, tendendo ad un limite unico: la condizione limite a cui tendono i gas così rarefatti è appunto la condizione di gas ideale.